# Mook
Un mook (  /mʊk/ ) es una publicación que es físicamente similar a una revista, pero está destinada a permanecer en los estantes de las librerías durante períodos más largos que las revistas tradicionales, y es un formato popular en Japón.
El término es un acrónimo de «revista» (en inglés: magazine) y «libro» (en inglés: book). Se utilizó por primera vez en 1971, en una convención de la Fédération Internationale de la Presse Périodique.
Los ejemplos estadounidenses de mooks incluyen Make y Craft.

## En Japón
El formato sigue siendo popular en Japón, donde se ha utilizado desde al menos los años 70. Un formato idéntico, anterior al término mook existía desde la década de 1950.
El número de nuevos mooks publicados en un año alcanzó su punto máximo en 2013, con más de 8000 nuevos mooks diferentes publicados. En 2019 se publicaron algo más de 6000. Los ingresos por ventas, sin embargo, alcanzaron su punto máximo en 1997 y han estado cayendo principalmente desde entonces.